# Acolasis fucosa
Coenipeta fucosa là một loài bướm đêm trong họ Erebidae.